# Schwäbischer Gruß

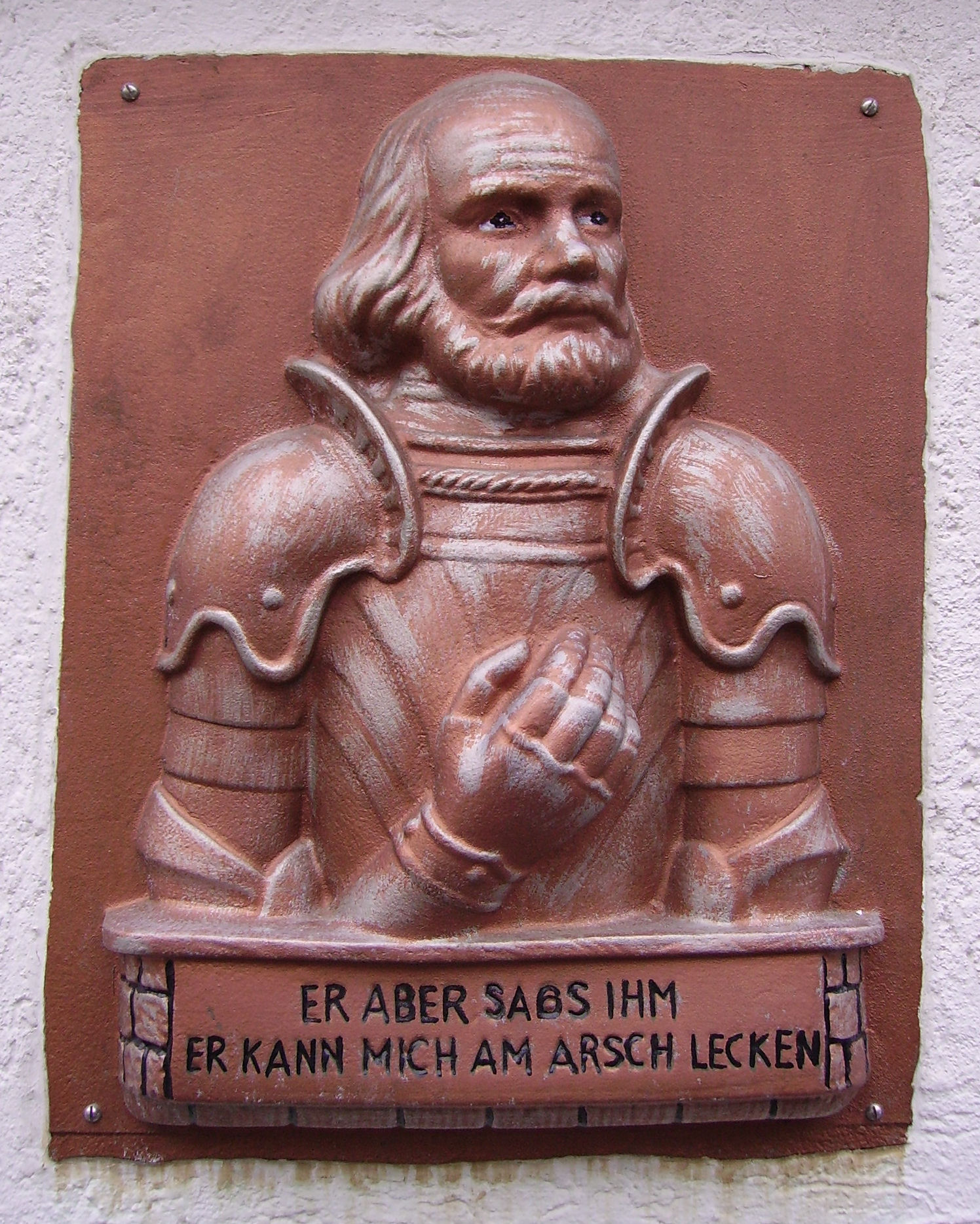
Relief Götz von Berlichingen mit dem „Götz-Zitat“ in Weisenheim am Sand

Der Begriff Schwäbischer Gruß ist ein Euphemismus für den in mittel- und oberdeutschen Dialekten verbreiteten, derb erscheinenden umgangssprachlichen Ausdruck „Legg me am Arsch“, hochdeutsch: „Leck mich am Arsch.“
Ein literarisches Denkmal setzte ihm Johann Wolfgang von Goethe im dritten Aufzug seines 1773 erschienenen und 1774 uraufgeführten Schauspiels Götz von Berlichingen mit dem „Götz-Zitat“: „Er aber, sag’s ihm, er kann mich im Arsche lecken!“ Auch Wolfgang Amadeus Mozart griff den Schwäbischen Gruß mit dem Kanon Leck mich im Arsch KV 231 (1782) auf und schrieb eine ähnliche Textfassung zum Kanon Leck mir den Arsch fein recht schön sauber (KV 382d, Originalfassung von Wenzel Trnka von Krzowitz).

## Herkunft
Der Gruß stammt wohl von einem alten Entblößungs- und Abwehrzauber. Zeigt man Dämonen, Hexen oder persönlichen Feinden sein bloßes Gesäß, so können sie einem nichts anhaben (siehe auch Mooning). Hinzu kommt hier noch der Huldigungskuss als Geste der Unterwürfigkeit.
Darstellungen des Abwehrzaubers, im Schwäbischen „Lecksfiedle“, finden sich an Stadt- und Burgtoren, Stadtmauern, aber auch an Kirchen und Klöstern, beispielsweise an der Schallaburg bei Melk, an der Churburg bei Schluderns, an den Münstern in Ulm, Freiburg im Breisgau und Straßburg, ebenso befand sich eine am Rathaus in Köln, noch heute befindet sich dort gegenüber der ebenbürtige Kallendresser. Sie finden sich aber auch in Brünn, Bologna, Burgos, La Rochelle, Tarragona oder an der Universität zu Salamanca.
Bereits 1454 findet sich ein Beleg für den Ausspruch im Protokoll des Bamberger Stadtgerichts. Die Bamberger Gärtnersfrau Agnes Schwanfelder bat demzufolge einen geistlichen Herrn, er möge sie „am Arse lecken“, zudem würde sie ihm auf die „Platten scheißen“, dass die „Brühe über die Backen in sein Maul rinne“.
Im 14. Kapitel des abenteuerlichen Simplicissimus erniedrigen einige bewaffnete Bauern einen gefangenen Marodeur, indem sie ihn zwingen, ihnen „den Hintern sauberzulecken“.
Der historische Götz von Berlichingen, ein fränkischer Reichsritter aus Hohenlohe, rief laut seinen eigenen Aufzeichnungen dem mainzischen Amtmann auf Burg Krautheim eine etwas entschärfte Version entgegen: „Da schriehe ich wider zu ime hinauff, er soldt mich hinden leckhenn.“

## Verwendung
Der Schwäbische Gruß ist eine in Süddeutschland, Österreich, in der Schweiz und in den elsässischen und rheinfränkischen Dialekten des Nachbarlandes Frankreich verbreitete Redewendung.

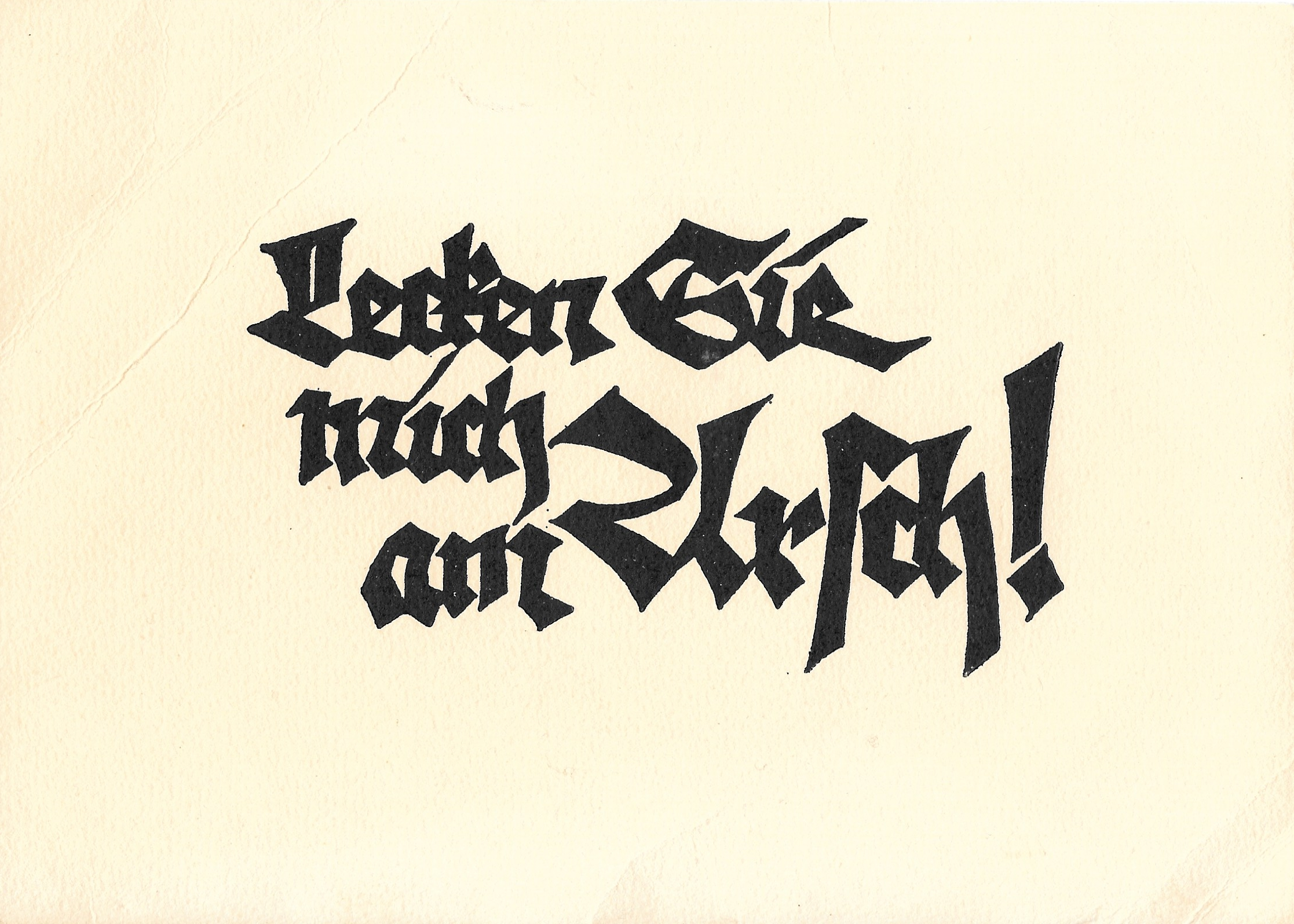
Rudolf Koch wurde von vielen Leuten um ein Kunstblatt gebeten. In all diesen Fällen verschickte er diese Postkarte

Gemäß einer Urteilsbegründung dient er dazu,
- um an ein Gespräch anzuknüpfen
- um eine ins Stocken geratene Unterhaltung wieder in Fluss zu bringen
- um einem Gespräch eine neue Wendung zu geben
- um ein Gespräch endgültig abzubrechen

Thaddäus Troll nannte als weitere Verwendungszwecke noch:
- „um eine Überraschung zu vermelden“
- „um der Freude über ein unvermutetes Wiedersehen zweier Schwaben […] Ausdruck zu geben“
- „um eine als Zumutung empfundene Bitte zurückzuweisen“

Die Überraschung kann beispielsweise mit typischer Spontaneität zum Ausdruck gebracht werden, falls beim Fußball ein Tor fällt oder Torchance: „Ha, leck mi am Arsch!“, kann der schwäbische Zuschauer rufen und mit einem Ruck durch seinen Körper oder mit seiner Mimik als Erstaunen unterstreichen. Der Gruß findet desgleichen Anwendung, wie auch im übrigen deutschen Sprachraum üblich, um heftiges Missfallen zu bekunden. Dies geschieht gelegentlich durch Ausbuchstabieren der Abkürzung „LmaA“ bzw. „LmiA“ (vereinfachte Variante: „LMA“). Auch die Prämedikation vor z. B. Operationen hat als „Lm(a)A-Pille/-Tropfen“ aufgrund der angestrebten Beruhigung und Angstlösung in die Umgangssprache Eingang gefunden.
Eine (steigernde) Modulation seiner Intensität kann durch Hinzufügen der Modaladverbialen „kreuzweise“ oder „kreuzweise und überzwerch“ erzielt werden. Diese stehen manchmal auch – zwar elliptisch bis hin zur Ungrammatizität, aber gleichwohl jedem verständlich – alleine nach dem Modalverb: „Du kannst mich kreuzweise“, bzw. gesteigert: „kreuzweise und überzwerch“.
Die Kurzform „Leck mich!“ ist ebenfalls gebräuchlich. Für die mit „ja“ eingeleitete Variante, die Überraschung ausdrückt, gibt es die Verkürzungen „Ja leck!“ und „Ja leck mich (doch)!“.
Es gibt zahlreiche Umschreibungen für den Gruß in seiner beleidigenden oder derb ablehnenden Bedeutung, beispielsweise „Du kannst mir auf die Kirbe (Kirchweih) kommen“, „… den Buckel hinunterrutschen“, „… mich im Adler treffen, am hintersten Tisch“, „… mich im Adler in Lustnau treffen“, „… am Abend besuchen“, „… am Buckel küssen“, „… buglfinferln“ (Buckel fünferln, wienerisch), „… den Schritt schamponieren“, „… am Ärmel lecken“. Im elsässisch-alemannischen Dialekt ist folgende Redewendung verbreitet: „Ihr kènne mir de Buckel nuffkràtze.“
Wenn beleidigend verwendet, lautet die Replik nicht selten „Du mich auch“. Die feinere Form besteht in der Floskel: „Vor meinem ist auch kein Gitter“, die deftige: „Dafür ist er mir zu dreckig“, „Nein, danke, mir ist schon schlecht“ oder „Geht nicht, das habe ich schon einer anderen Sau versprochen“, oder auch im Jugendslang „Putz’ dein Gesicht selbst!“. Etwas dezenter sind die Repliken „Ich werde mir deinetwegen nicht das Naschen angewöhnen“ und „Davon wirst du nicht sauber und ich nicht satt“, „Dann hast du einen sauberen Arsch und ich zwei Wochen Sodbrennen“ oder „Nicht solange Schokolade noch so billig ist“.
Das „Du mich auch!“ wird auch selbstständig verwendet, um dem Kontrahenten die gedankliche, aber unausgesprochene Verwendung des Grußes zu unterstellen und ihr die gebührende Antwort nicht zu versagen.
Der Einheimische erkennt auf Grund des pragmatischen Kontextes, der Prosodie und der syntaktischen Einbettung, insbesondere etwa daran, ob die Interjektion „ja“ dem Gruße vorangestellt wird oder nicht, welche der obigen Bedeutungen wohl gemeint sein möchte, während dies dem Zugereisten öfter verschlossen bleibt. So kommt es gelegentlich sogar zu Strafanzeigen der so Gegrüßten, die vor Gericht aber in mehreren Fällen abgewiesen wurden. Bei Verwendung gegenüber Amtspersonen und Vorgesetzten wird aber regelmäßig die unmildere Aussageabsicht angenommen und dann entsprechend judiziert.
In anderen Regionen wird der Schwäbische Gruß dagegen meist uneingeschränkt als Beleidigung gedeutet.
Im niederdeutschen Sprachraum lautet das Pendant „Klei mi ann Mors“ („Kratz mich am Hintern“) bzw. „Klei/Leck mi anne Fööt“ („Kratz/Leck mich an den Füßen“). Obwohl es sich bei der ersten Variante um einen Euphemismus handelt und bei der zweiten sogar um eine ganz offensichtliche Untertreibung, finden solche Ausdrücke dort nur äußerst selten Verwendung. Denn trotz der abgeschwächten Form wird die in der Floskel enthaltene Aufforderung als äußerst beleidigend empfunden und zieht in der Regel ein längerfristiges, zuweilen sogar lebenslanges Zerwürfnis der streitenden Parteien nach sich.
Dass dieses negative Empfinden jedoch nicht in jedem Fall eine „grobe Beleidigung“ darstellt, sondern auch „nur“ eine „ungehörige Äußerung“ sein kann, die „unhöflich ist (…)[,] zumal wenn es sich um eine Frau handelt“, wurde inzwischen gerichtlich festgestellt.
Auch die berühmte Hamburger Antwort auf „Hummel Hummel“ lautet „Mors Mors“ – gleichbedeutend für „Leckt mich am Arsch“. Sie geht auf Hans Hummel zurück.

## Verwendung im öffentlichen Raum

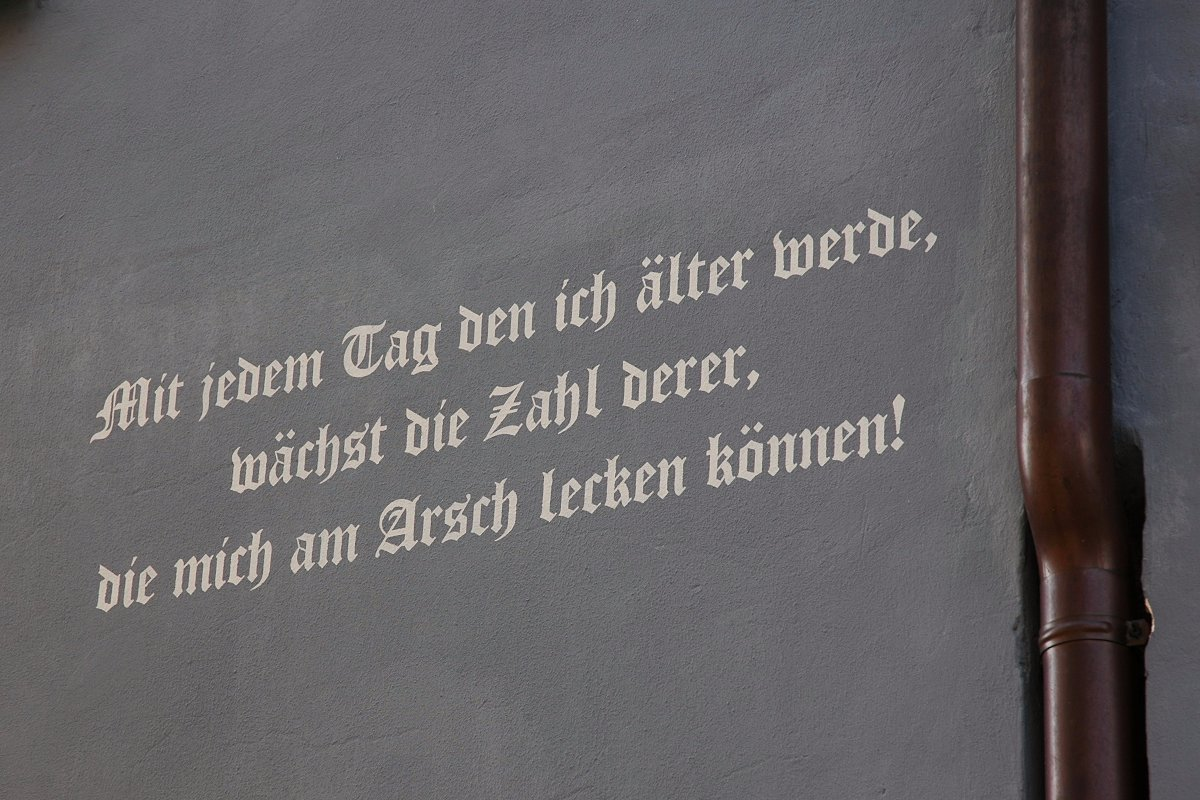
Schwäbische Gruß-Variante an bayerischer Hauswand, Garmisch-Partenkirchen, 2006

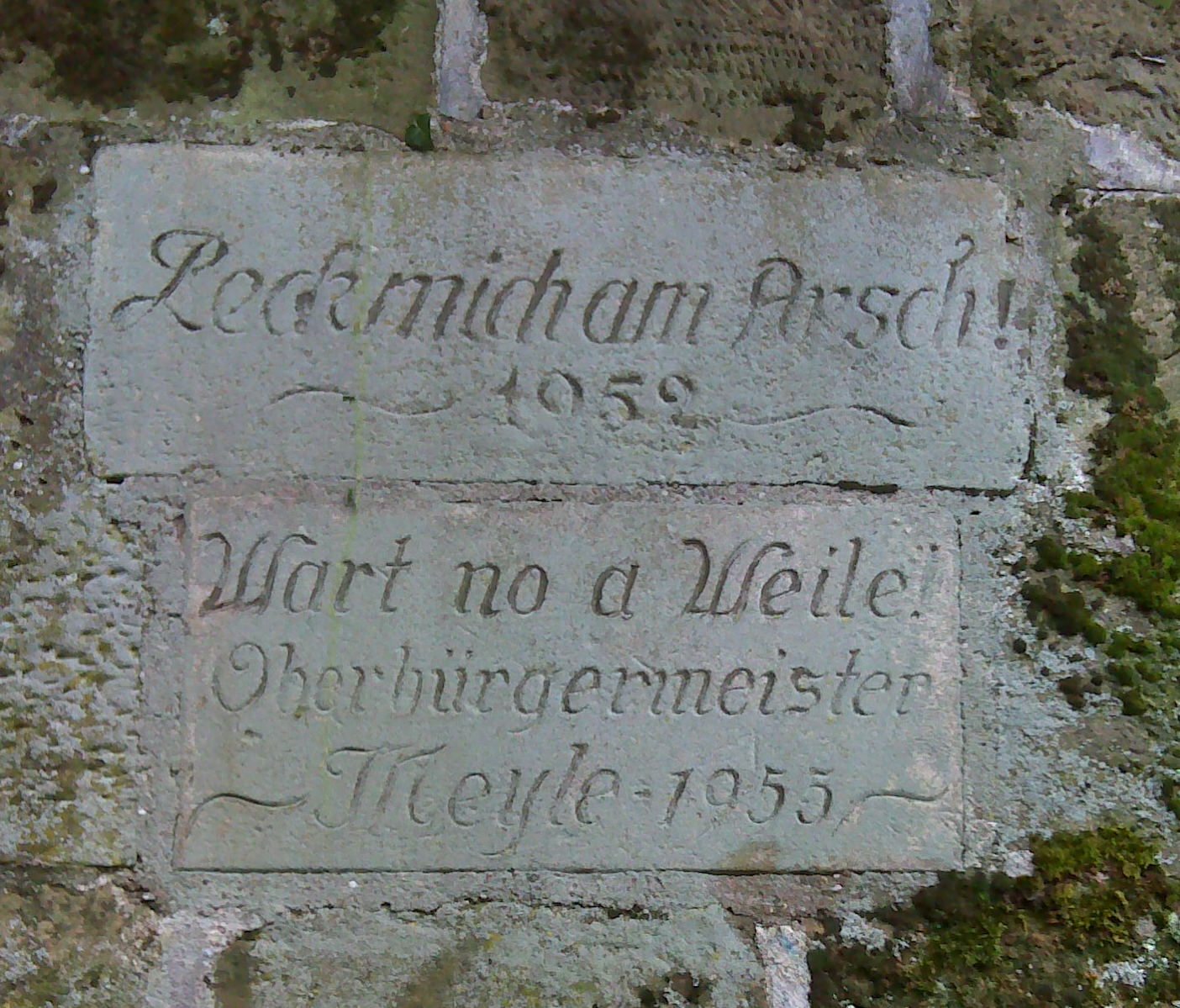
Inschriftenstein am Fuß des Heilbronner Wartbergs

Bis zu seiner Zerstörung im Dezember 1944 befand sich an dem Heilbronner Bürgerhaus, in dem Götz von Berlichingen 1519 bis 1522 gewohnt hat, eine Tafel mit folgenden Versen:
Unser großer Landsmann Götz

sprach: jetzt geht die Sache letz,

aber – eh ich soll verrecken,

könnt ihr mich am Arsche lecken.

Goethe hört dies große Wort,

gibt ihm einen Dichterhort,

und er schafft mit dieser Tat

Deutschlands häufigstes Zitat.
Der Verfasser dieser Verse ist laut Schramm der junge Theodor Heuss.
Der umstrittene Heilbronner Oberbürgermeister Paul Hegelmaier soll sich mit einem mehrfach Götz zitierenden Gedicht aus dem Amt verabschiedet haben. Einer seiner späteren Nachfolger, Paul Meyle, hat einen in Stein gehauenen Schwäbischen Gruß humorvoll ebenfalls in Stein gehauen beantworten lassen.
Vom Ulmer Fischermarsch existieren zwei Textversionen, aus dem letzten Jahrhundert: „Der Schiffer muß steuern ins Leben hinaus“, und dann: „Leck me henda, leck me vorna, leck me kreizweis am Arsch.“
Bei der alljährlich zu den Jahrgangsfesten auf dem Schwäbisch Gmünder Marktplatz von den Gmünder Jubilaren gesungenen Hymne, dem „Alois“, lautet die dritte Strophe: „Leck mi am Arsch, Alois.“
Im Februar 1924 wurde in Wien der angetrunkene Hilfsarbeiter Franz Seemayer wegen eines „Straßenexzesses“ festgenommen und mit auf die Wache genommen. Dabei wehrte er sich und stieß heftige Beleidigungen gegen Bundeskanzler Seipel aus. Nach der Aufforderung, sich zu mäßigen, erwiderte Seemayer: „Die ganze Regierung kann mich …“ Er musste sich wegen Beleidigung der Regierung vor dem Bezirksgericht verantworten und wurde mit drei Tagen Arrest bestraft. Auf die Zeitungsmeldung hin verfasste Alfred Polgar die Abhandlung „Geflügeltes Wort“. Seemayer habe keine Aufforderung ausgesprochen, sondern im Konjunktiv „nur seine Bereitwilligkeit ausgedrückt es zuzulassen, falls die Regierung so tun wolle“, nur ein „bildliches, rein akademisches Anerbieten“ an die Regierung gerichtet.

## Andere Sprachen
- Jiddisch: „Kisch mir in tuches“ (polnisches Jiddisch) oder „Kisch mir in Toches“ (litauisches Jiddisch), vom Übersetzer Herbert Schlüter aus Romain Garys Kisch mir in tokhès (im Französischen) im Roman Der Tanz des Dschingis Cohn übertragen. Der jüdische Dibbuk spielt damit auf seine Erschießung (als er noch ein Mensch war) durch den SS-Mann Schatz, jetzt deutscher Polizeibeamter, an; die obszöne Gebärde, Cohn zeigte ihm mit diesen Worten den nackten Hintern unmittelbar vor seiner Ermordung, führte dazu, dass Cohn sich nach dem Krieg in Schatz’ Psyche unentrinnbar einnistet.